# Мрачка грамота
Мрачката грамота, известна още и като Оряховска грамота, е дарствен хрисовул, издаден на 1 декември 1347 г. от цар Иван Александър на манастира „Св. Никола“ в местността Оряхов, покрайнина Мрака, Радомирско.
Днес тя се съхранява в Хилендарския манастир в Атон, където е била пренесена след разрушаването на манастира „Св. Никола“
Този документ съдържа богата информация за данъчната система, административния апарат и статута на зависимите селяни във Второто българско царство през XIV век. Грамотата е написана с бързопис върху пергамент с размери 58x34 см. Царският подпис е с едро завързано писмо, изписано с киновар. В долната част на пергамента с копринена нишка е прикачен добре запазен златен печат на цар Иван Александър. На лицето на печата в анфас и цял ръст е изобразен царят. На главата си той носи корона с бисерни висулки край ушите; в дясната си ръка държи кръст, а в лявата – свитък. От лявата страна на царския образ има надпис Іω Алеξандр, а от дясната страна – цр Блгрмь. От другата страна на печата е изобразен образът на Христос Спасител

## Текст на грамотата

### На среднобългарски език
†Блг҃очъстивⸯно что, и҆ ѕѣло бг҃оѹ҆годно, е҆же къ ст҃ымъ, и҆ бжⷭ҇твнымъ цр҃квамъ . теплѫѧ҆ любовъ и҆мати • и҆ꙁрѧдно ѹ҆красити, даромⸯже и҆ повелѣние҆мъ црⷭ҇кымъ • тоже и҆ въседръжителю боу҃ ѹгодно е҆стъ и҆ ѡ҆ вⸯсемъ блг҃оприѧ҆тно•
Тѣмже и҆ црⷭ҇во ми теплѫѧ҆ любовъ и҆мѣѧ • къ симъ бжⷭ҇твнымъ црквамъ дръꙁновение҆мъ • ѹсрдⸯно и҆ꙁрѧднѣи же, къ стомѹ и҆ тепломѹ, помощникѹ и҆ пособителю црⷭ҇ва ми, ст҃мѹ и҆ великославномѹ • чюⷣтворцѹ а҆рхие҆рарⸯхѹ хⷭ҇вѹ николѣ • е҆же въ вⸯсѣкыⷯ бранеⷯ . приключъших̏ сѧ црⷭ҇ва ми • неѿстѫпно, теплѣ помагаѧ҆щи црⷭ҇твоу ми . тѣм̾же и҆ црⷭ҇во ми, въспомѣнавⸯше слово прр҃ка двд҃а • е҆же рече ги҃ въꙁлюбихъ красотѫ домѹ твое҆го • и҆ мѣсто въселенїа славы твое҆ѧ • и҆ иже рече, съ сими бжⷭ҇твными цр҃квами • цр҃ие҆, црⷭ҇твѹѧ҆тъ • и҆ рогъ црⷭ҇кы въꙁвышае҆т̏ сѧ• и҆ дръжава и҆хъ ѹ҆твръждае҆т̏ сѧ и҆ силнїи правдѫ пишѫтъ, ревнѹѧ҆ црⷭ҇тво ми семѹ словеси, и҆ хотѧ сиѧ҆ бжⷭ҇твнѫѧ҆ цр҃кви ѹ҆красити • иꙁвѣстно ꙗкоже е҆стъ лѣпо• ꙗкоже и҆ сѫщии҆ мимошедⸯши цр҃ие • сѫщи съдръжителие҆ скивⸯтра блгарⸯскаго црⷭ҇тва• ѹ҆красишѫ и҆ ꙁаписашѫ чъстнаа бг҃оначрътана писмене • и҆ꙁбран̏ныѧ҆ хрисовѹлы • кои҆же принесошѫ и҆ ꙁаписашѫ сѧ къ црⷭ҇вꙋ ми • и҆хже ꙋвѣдѣ и҆ ꙋ҆ꙁрѣвши црⷭ҇во ми и҆ поревнѹ҆ѧ҆ сѧ симъ • и҆ хотѧ приложити симъ . и҆ покрасити чъстъ достои҆нѫѧ҆ • блг҃одарение҆мъ съвръшити хотѧ • ꙗкоже достои҆тъ, просвѣтити црⷭ҇во ми • и҆ направити, кое҆ждо мѣсто • и҆ коѫ̾ либо цр҃ковъ • не тъкмо великыѧ еже сътъ ст҃ыѧ лавры • нѫ и҆ малыѧ же • въ нихже тък̾мо нарицает̏ сѧ и҆ прославѣет сѧ, и҆мѧ • і҆с҃а хаⷭ҇ бг҃а нашего • и҆ православнаа вѣра христїанска•
И тогоже ради, блг҃ои҆ꙁволи црⷭ҇во ми, даровати съи҆ блг҃ѡ҆браꙁныи въсенастоѧ҆щни҆ ХРЇСѠВОУЛ', црⷭ҇ва ми, томꙋ монастырю црⷭ҇ва ми • ст҃го великославнааго чюⷣтворца, и҆ архиер(ар)ха николѫ • еже естъ въ мѣстѣ нарицаемѣмъ ѡрѣховъ • ꙁа вс̏ѧ ѡ҆бластъ, и҆ ѡдръжание того монастырѣ, и҆ ꙁа вс̏ѧ мꙋ люди • и҆ ꙁа всѧ мꙋ работникы • и҆ ꙁа всѣ мꙋ ѕевгелїа • и҆ ꙁа люди ѡ҆рѣховѣнъ • еже сѫтъ въ срѣдци • и҆ селище бѣлица • до междѫ костина брода • и҆ селище бовов'ци • и҆ селище дръщрѣне • и҆ коноръꙁъ • и҆ сѣнокоси въ рѣкыти • и҆ блатечницѫ • съ всѣмъ бранищемъ • и҆деже аще сѫтъ, и҆ли парици, и҆ ѡтроци, и҆ли технитаре, и҆ли люⷣие̏ какови либо • и҆ли сѫтъ нивїа, и҆ли виногради • и҆ли сѣнокоси, и҆ли жрънки, или кипꙋрие, или периволе, или бранища • и҆ рыбнаа҆ ловища • и҆ли ѡ҆рѣшие҆, и҆ли иныѧ҆ какови либо сѫтъ стаси • и҆ прилежанїа того монастирѣ • съ всѣмъ да ѡ҆бладꙋетъ тои монастыръ, ст҃го а҆рхие҆реа и҆ чюⷣтворца николы •
А ѿ всѣхъ болѣръ и҆ работникъ црⷭ҇ва ми • малыи҆хъ же и҆ великыⷯ . посилае҆мыхъ • по всѣ врѣмена по все̏и хорѣ въсприе҆мати дани . и҆ съдръжати въсѣкыѧ҆ работы црⷭ҇ва ми • е҆же сѫ настоѫщни҆, севасты хоры тоѧ҆ • дꙋки катепани . писци • десѧткаре всѣцни҆ • свинии҆, ѡ҆вчи, пчелныи, винаре же и҆ повари • апоⷣохаторе • крагѹꙗре и҆ песъꙗци • градаре побирчие҆ иꙁгончие҆ • ѿ сихъ въсѣхъ да не и҆матъ власти нихто и҆спакостити • ни ноги поставити на силѫ • въ сиꙗ села • и҆ люди • и҆ селища монастырѣ црⷭ҇ва ми • и҆ въсѧ мꙋ правини • ни писати, ни дани вꙁѧти • ни комаⷣ . ни митаты, ни десѧток, никакъвъ • ни хлѣбъ ни вино, ни мѧсо • ни ꙁоби • ни кꙋрѧта • ни самѣхъ поемати • на коѧ҆ либо работѫ црва ми • ни и҆мъ конъ е҆нгарепсати • ни воловы• ни ѡслѧте• ни поⷣводѫ вꙁѧти• ни на и҆но что испакостити • тѣмъ людемъ• раꙁвѣ да и҆маѧтъ всѣкѫ влаⷭ҇ • съ всѣми своими правинами, монастырѣ црⷭ҇та ми ст҃го николы • и҆ настоѧ҆щы ар'химанⷣритъ, того монастырѣ ст҃го • и҆ по иемъ, хто настанетъ слꙋжителъ в томъ монастыри . винограⷣ въ драчовѣ и дрꙋгы винограⷣ вⸯ скринѣ и҆ дрꙋги въ дїачеи веси и҆ дрꙋгы в житомитсѣ, єгоже е҆ далъ чръностарецъ ꙁа пострїгъ • и҆ глобы какови либо сѧ истраѧтъ и҆ тѣхъ людеⷯ • монастырскыⷯ, малы же и҆ голѣмы • и҆ли фꙋны, и҆ли распꙋстъ • и҆ли раꙁбои • и҆ли конⸯскы татъ • и҆ли прочѧѧ҆ глобы • да не метехсѧтъ ꙁ глобамы, севасти • ни прахтори црⷭ҇ва ми • раꙁвѣ ар'химанⷣритъ . да си вꙁимаⷮ в монастыръ • що е҆ правина . такожⷣе и҆ попове кои҆ сѫ в люⷣхъ монастырскыхъ • да и҆мъ не пакоститъ великаа҆ цр҃ква • ни проⷮ҇ппа . ни е҆ксар̏си • ни и҆ни прочии҆, нѫ да пребываѧтъ свободно вси людие҆ того монастырѣ црⷭ҇ва ми • да имаѧⷮ лекчинѫ донъдеже сл҃нце на ꙁемѧ сіаетъ, и҆ дондеже е҆ живоⷮ црⷭ҇ва ми, нѫ и҆ по съмр҃ти црⷭ҇ва ми хто бѫдеⷮ наслѣдникъ црⷭ҇вꙋ ми, и҆ли ѿ въꙁлюбенны дѣтеи҆ црⷭ҇ва ми, и҆ли ѿ сродⸯникъ црⷭ҇ва ми, и҆ли и҆нъ кого бг҃ъ ѿбереⷮ . и҆ посадитъ на прѣстолѣ црⷭ҇ва ми, кто либо ѿ православныⷯ христїанъ • да не поꙋ҆чит̏ сѧ и҆ пометнетъ, ни порꙋшитъ съи҆ блг҃оѡ҆браꙁныи, ХРЇСОВꙊЛЪ црⷭ҇ва ми • нѫ паⷱ҇ да потвръжⷣатъ и҆ понавлѣтъ ꙗкоже е҆стъ лѣпо, ст҃ымъ и҆ православнымъ цр҃емъ творити • ꙗкоже и҆ само црⷭ҇во ми • не раꙁдрꙋши, не пометнѫ • нѫ паⷱ҇ потврⷣъ и҆ понови, и҆ просвѣтитъ̏ •
Хто ли раꙁдрꙋшитъ и҆ поперетъ, таковаго да искꙋситъ гъ҃ бг҃ъ праведнымъ свои̏ сѫдомъ и҆ да наслѣдꙋетъ клѧтвѫ ѿ га҃ бг҃а и҆ ѿ прчⷭ҇тыѧ҆ е҆го мт҃ре, и҆ ѿ всѣⷯ ст҃хъ ѿ вѣка бӀ҃ѹ ꙋгодив'шиⷨ • на всѣкоє҆ ꙋ҆бо иꙁвѣстое҆ ꙋ҆твръжⷣение • и҆ въ свобоⷣ чистѫ • и҆ въ ѡ҆дръжание҆ вѣчное҆, и҆ нераꙁдрꙋшимое, дарова црⷭ҇во ми съи҆ ХРЇСОВꙊЛЪ, црⷭ҇ва ми ст҃го и҆ великославнааго чюⷣтворⸯца и҆ арⸯхиерарха хⷭ҇а николы, ꙁа всѧ мꙋ дръжавѫ и҆ ѡблаⷭ҇ • и҆ ꙁа люⷣи • и҆ ꙁа вⸯсѧ мꙋ правины •
Писа и҆ пописа црⷭ҇во ми црⷭ҇кымъ ѡ҆бычнымъ ꙁнамениемъ • въ иже блг҃очъстиваа҆, и҆ блг҃вѣнчанаа . наꙁнамена сѫ дръжава црⷭ҇ва ми • въ лѣⷮ ҂ѕ҃ • ѡ҃ • н҃ѕ енⷣиктиѡна • а҃ мцⷭ҇а• декем̾врїа • а҃ • дн҃ъ, въ сѫⷠ҇ ⁘

### На съвременен български език
Поради това и царството ми, като има топла любов към тези божествени църкви и усърдно дръзновение, особено към светия и жарък помощник и съдейник на царството ми светия и великославен чудотворец Христов архиерарх Никола, който във всички сражения, които се случиха на царството ми, неотстъпно и жарко помагаше на царството ми. Поради това и моето царство, като си припомни словото на пророка Давид, който рече „Господи, възлюбих красотата на твоя дом и мястото на пребиваването на твоята слава“ и който рече, че с тези божествени църкви „царе царуват и царският род се възвишава и тяхната държава се утвърждава и силните пишат правда“, моето царство се изпълни от ревност от това слово и пожела да украси тези божествени църкви, знаейки, че е добре, както и прежните царе, обладатели на скиптъра на българското царство, украсиха и издадоха честни богоначертани писмена – избрани хрисовули, които бяха принесени и прочетени пред царството ми. Когато ги видя и узна, царството ми се изпълни с ревност за това и пожела да приложи [нещо] към тях и да украси с достойна чест, желаейки да извърши добро дарение, както подобава, за да се просвети царството ми и да издигне някое място и някоя църква не само светите велики лаври, но и малките, защото тъкмо в тях се назовава и прославя името на Исус Христос, бога наш и православната християнска вяра.
Поради това благоизволи царството ми да дари този благообразен всенастоящи хрисовул на царството ми на този манастир на царството ми на светия великославен чудотворец и архиерарх Никола, който [манастир] се намира на място, наречено Оряхово, за цялата област и владение на този манастир и за всичките му люде, и за всичките му работници, и за всичките му завгелия, и за людите ореховяни, които се намират в Средец, и селището Белица [Софийско] до междата Костинброд, и селището Бововци [вероятно Бов], и селището Дръщряне, и Коноръз, и сенокосите в Ракита, и Блатечница с цялото бранище, гдето и да са, или парици и отроци, или технитари, или каквито и да било люде, или пък ниви, или лозя, или сенокоси, или воденици, или градини, или оградени места, или бранища, или рибни ловища, или орешаци, или каквито и да са други владения и прилежания на този манастир – над всички да владее този манастир на светия архиерей и чудотворец Никола.
 А от всички боляри и служители на царството ми, малки и големи, изпращани по всички времена по цялата страна да събират дан и да извършват всякакви служби на царството ми, които са сегашните севасти на тази област, дуки, катепани, писачи, всякакви десеткари – свински, овчи и пчелни, винари и готвачи, аподохатори, крагуяри и песяци, градари, събирачи, изгончии – никой от тях да няма власт да уврежда, нито насила да поставя нога в тези села и людете и селищата на манастира на царството ми и всичките му правдини, нито да пише, нито дан да взема, нито комад, нито митати, нито някакъв десятък, нито хляб, нито вино, нито месо, нито зоб, нито пилета, нито тях самите да взема на каквато и служба в царството ми, нито кон да им взема в ангария, нито волове, нито осли, нито подвод да взема, нито в нещо друго да наврежда на тези люде. Но да има власт с всички свои правдини манастирът на царството ми „Свети Никола“ и настоящият архимандрит на този манастир на светеца и който след него бъде служител в този манастир. [Също и] лозето в Драчово и другото лозе в Скрино, и другото лозе в Диачеи, и другото в Житомитс, което е дал инок за постриг. Също и за глобите, каквито и да се вземат от тези манастирски люде, малки и големи или фун, или разпуст, или разбой, или конска кражба, или други глоби, да не се бъркат в тези глоби севастите, нито практорите на царството ми, а само архимандритът да [ги] взема в манастира, що е правдина. Така също и поповете, които се намират сред манастирските люде, да не им увреждат велика църква, нито протопопът, нито ексарсите, нито някои други, но всички тези люде на този манастир на царството ми да пребивават свободно и да имат облекчение, догдето слънце сияе над земята и докато живее царството ми, но и след смъртта на царството ми, който бъде наследник на царството ми – или измежду възлюбените деца на царството ми, или от сродниците на царството ми, или когото другиго бог избере и постави на престола на царството ми – някого от православните християни, – той да не се размисли и да отмени, нито да наруши настоящия богообразен хрисовул на царството ми, но още повече да го потвърди и поднови, както е добре да правят светите и православни царе, както и самото ми царство не разруши, нито отмени, но още повече потвърди, поднови и просвети.

## Издания
- Срезневский, Измаил Иванович (1879). Свѣдѣния и замѣтки о малоизвѣстных и неизвѣстных памятниках: LXXXI-XC. Санкт Петербург: Типографія Императорской Академіи Наукъ, с. 31 – 34, https://books.google.bg/books?id=5HFmAAAAcAAJ&dq=Срезневский%2C%20„Свѣдѣнiя%20и%20замѣтки”&hl=bg&pg=PP1#v=onepage&q&f=false
- Ильинский, Г.А. (1911). Грамоты болгарских царей. – Древности. Труды славянской комиссии Имп. Моск. Аррхеолог. общества, 5. Москва,  24 – 26, https://catalog.libfl.ru/Bookreader/Viewer?bookID=BJVVV_1365375&view_mode=HQ#page/751/mode/1up, посетен на 12 септември 2023
- Actes de Chilandar slaves. Deuxième partie publiés par В. Korablev. Actes de Chilandar, publiés par le R. P. Louis Petit et В. Korablev. – ВИЗАНТІЙСКІЙ ВРЕМЕННИКЪ, Приложеніе къ XIX тому № 1, Actes de l’Athos, V,  505 – 507, 1915, http://www.vremennik.biz/opus/BB/XIX/58351
- Иванова, Вѣра (1932). Орѣховскиятъ монастиръ и неговитѣ грамоти. – Известия на Историческото дружество въ София, Книга XI – XII (1931 – 1932). София: Придворна печатница,  81 – 118, архив на оригинала от 21 октомври 2023, https://psv4.userapi.com/c520036/u335027684/docs/d7/b7ad8c2c8d4b/Izvestia_na_Istoricheskoto_druzhestvo_v_Sofia_Kniga_11-12_1931-32.pdf?extra=7BbhhM2JdJLPo2CBttC19LPk5GlD4QOybAhi-HckqiAKayOL-34Huvlfvra5gmo9tMMNR7pCK0JX8pG-YdEtFyPjRJCPIZImjKuQm18YWCacV59paP2X2Bzc9sCq2LinbZ3wRDlt-8wP
- Даскалова, А.; Райкова, М. (2005). Грамоти на българските царе. София, с. 41 – 43

## Превод и обяснения
- Начев, В. (1996). Български царски грамоти. София, с. 115 – 128

## Цитирана литература
- Кузманова, Мария (2006). История на архивите и организацията на архивното дело в България (Електронно издание). София: СУ, архив на оригинала от 5 юли 2010, https://web.archive.org/web/20100705064953/http://www.clio.uni-sofia.bg/BG/archivistika/BKuzmanova.pdf
- Иванов, Йордан (1970). Български старини из Македония (Фототипно издание). БАН, http://kroraina.com/NI/JI-BSM.djvu
- История на българската държава и право. Извори 680 – 1944. Албартос, 2002